# Harvey (Nouveau-Brunswick)
Pour les articles homonymes, voir Harvey.
Ne doit pas être confondu avec Paroisse d'Harvey.
Harvey, aussi appelé Harvey-Station, est une communauté rurale située dans la commission de services régionaux 11, au centre du Nouveau-Brunswick, au Canada.

## Toponyme

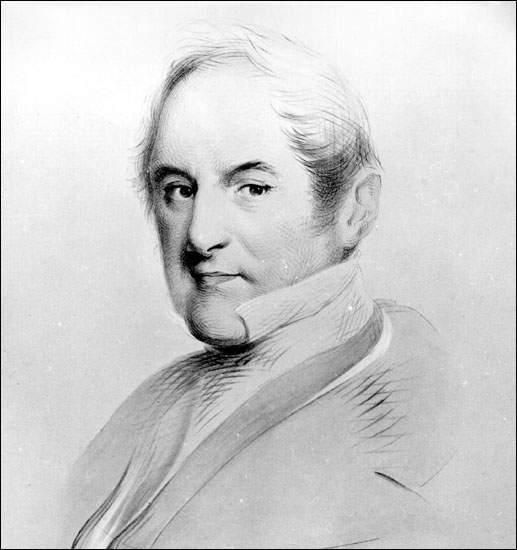
Sir John Harvey.

Harvey fut nommé ainsi en 1837 par Andrew Inches en l'honneur de Sir John Harvey (1778-1852), lieutenant-gouverneur du Nouveau-Brunswick à l'époque. La paroisse d'Harvey fut aussi nommé en l'honneur de cet homme.

## Géographie

### Situation
Harvey est situé à 50 kilomètres de route au sud-ouest de Fredericton, dans le comté d'York.
Harvey est enclavé dans la paroisse de Manners Sutton. Le village a une superficie de 2,46 kilomètres carrés. Le village est bâti sur la rive sud du lac Harvey, au pied du mont Cherry. Harvey est desservi par la route 3.

## Histoire

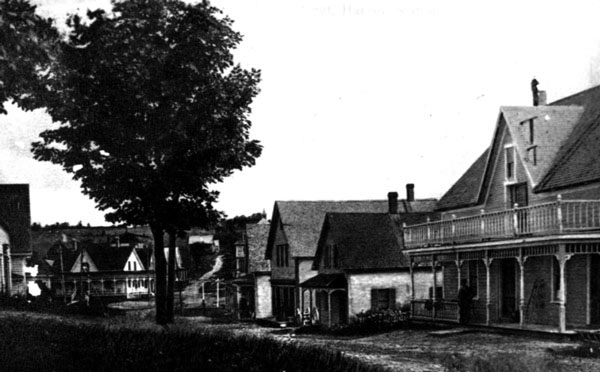
La rue principale vers 1911.

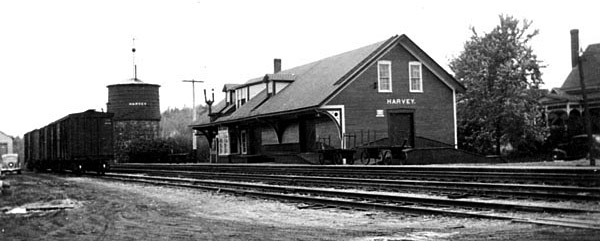
La gare vers 1940.

Harvey est fondé en 1837 par 26 familles et un groupe de célibataires venus de Wooler, en Écosse, à bord du Cornelius of Sunderland ; ils devaient à l'origine s'établir à Stanley. La route Fredericton-Saint-Andrews existait avant la fondation du village. Harvey connait des premières années difficiles mais prospère par la suite. Le bureau de poste est inauguré en 1870. Une voie ferrée du Canadien Pacifique traverse le village à partir de la fin du XIXe siècle. En 1898, Harvey compte cinq magasins, deux hôtels et trois églises. Harvey est constitué en municipalité le 9 novembre 1966. L'école élémentaire Harvey est inaugurée la même année tandis que l'école secondaire Harvey ouvre ses portes en 1980. Lors de la réforme de la gouvernance locale du 1er janvier 2023, des parties des districts de services locaux suivants sont annexés au village: paroisse de Dumfries, paroisse de Kingsclear, paroisse de Manners Sutton, paroisse de New Maryland et paroisse de Prince-William.

### Affaire du sol contaminé
En 1981, une étude menée par Santé Canada démontra que la concentration de radon et d'uranium est trop élevée dans certains puits et maisons du village. Les résultats ont seulement été rendus publics en 2008. L'annonce fit scandale, car elle apparut au même moment qu'un courant de protestation contre l'exploitation de l'uranium dans la province.

## Démographie
| 1898 | 1981 | 1986 | 1991 | 1996 | 2001 |
| ---- | ---- | ---- | ---- | ---- | ---- |
| 250  | 360  | 390  | 372  | 383  | 349  |

| 2006 | 2011 | 2016 | - | - | - |
| ---- | ---- | ---- | - | - | - |
| 352  | 363  | 358  | - | - | - |

## Économie
(septembre 2024).
Entreprise Central NB, membre du Réseau Entreprise, a la responsabilité du développement économique. Harvey est le siège de la CBDC Southwest.

## Administration
(juillet 2016).

### Conseil municipal
Le conseil municipal est formé d'un maire et de trois conseillers généraux.
Le conseil précédent est formé à la suite de l'élection du 12 mai 2008, où le maire sortant Winston D. Gamblin est élu par acclamation. Le conseiller Richard Corey occupe actuellement le poste de maire par intérim, en remplacement de Winston Gamblin. Des élections partielles sont organisées le 15 novembre 2010 et le 9 mai 2011 afin d'élire un nouveau maire mais il n'y eut aucun candidat,. Le conseil municipal actuel est élu lors de l'élection quadriennale du 14 mai 2012.
Conseil municipal actuel
| Mandat      | Fonctions   | Nom(s)                                                     |
| ----------- | ----------- | ---------------------------------------------------------- |
| 2012 - 2016 | Maire       | Winston Gamblin                                            |
| 2012 - 2016 | Conseillers | Richard Harry Corey, Ronald A. Goodine, Floyd O. Thompson. |

Anciens conseils municipaux
| Mandat      | Fonctions   | Nom(s)                                                     |
| ----------- | ----------- | ---------------------------------------------------------- |
| 2008 - 2012 | Maire       | Richard Corey (intérim)                                    |
| 2008 - 2012 | Conseillers | Richard Harry Corey, Ronald A. Goodine, Floyd O. Thompson. |

| Période                                  | Période  | Identité                | Étiquette | Qualité |
| ---------------------------------------- | -------- | ----------------------- | --------- | ------- |
| 2012                                     | en cours | Winston D. Gamblin      |           |         |
| 2010                                     | 2012     | Richard Corey (intérim) |           |         |
| 1995                                     | 2010     | Winston D. Gamblin      |           |         |
|                                          |          |                         |           |         |
| Les données manquantes sont à compléter. |          |                         |           |         |

### Représentation et tendances politiques
Harvey est membre de l'Union des municipalités du Nouveau-Brunswick.
 Nouveau-Brunswick : Harvey fait partie de la circonscription provinciale de York, qui est représentée à l'Assemblée législative du Nouveau-Brunswick par Carl Urquhart, du Parti progressiste-conservateur. Il fut élu lors de l'élection générale de 2006 et réélu à celle de 2010.
 Canada : Harvey fait partie de la circonscription électorale fédérale de Nouveau-Brunswick-Sud-Ouest, qui est représentée à la Chambre des communes du Canada par Gregory Francis Thompson, ministre des Anciens Combattants et membre du Parti conservateur. Il fut élu lors de la 40e élection fédérale, en 1988, défait en 1993 puis réélu à chaque fois depuis 1997.

## Vivre à Harvey
Harvey possède deux écoles publiques anglophones faisant partie du district scolaire #18. Les élèves fréquentent tout d'abord l'école élémentaire Harvey de la maternelle à la 5e année avant d'aller à l'école secondaire Harvey jusqu'en 12e année. Toutes deux possèdent un programme d'immersion française.
Le village est inclus dans le territoire du sous-district 10 du district scolaire Francophone Sud. Les écoles francophones les plus proches sont à Fredericton alors que les établissements d'enseignement supérieurs les plus proches sont dans le Grand Moncton.
Harvey possède une bibliothèque publique en milieu scolaire, situé dans l'école secondaire. Harvey possède aussi un bureau de poste, une caserne de pompiers et un poste d'Ambulance Nouveau-Brunswick. Le détachement de la Gendarmerie royale du Canada le plus proche est à McAdam.
Les anglophones bénéficient des quotidiens Telegraph-Journal, publié à Saint-Jean, et The Daily Gleaner, publié à Fredericton. Ils ont aussi accès au bi-hebdomadaire Bugle-Observer, publié à Woodstock. Les francophones ont accès par abonnement au quotidien L'Acadie nouvelle, publié à Caraquet, ainsi qu'à l'hebdomadaire L'Étoile, de Dieppe.

## Culture

### Langues
Selon la Loi sur les langues officielles, Harvey est officiellement anglophone puisque moins de 20 % de la population parle le français.

### Personnalités
- Greg Byrne, homme politique, né à Harvey ;
- Sarah Emma Edmundson (1841-1891), militaire.
- Don Messer (1909-1973), musicien.
- Wendy Nielsen, chanteuse d'opéra.

### Architecture et monuments
Il y a une attraction de bord de route à Harvey: un violon.